# Останній човен
«Останній човен» (англ. The Last Shuttle) — науково-фантастичне оповідання американського письменника Айзека Азімова, опубліковане 10 квітня 1981 року в газеті Today. Оповідання ввійшло до збірки «Вітри перемін та інші історії» (1983).
Оповідання було опубліковане за 2 дні перед першим польотом шатла Колумбія.

## Сюжет
Вірджинія Ратнер — пілот останнього шатла Земного Космічного Агентства. Вона пілотувала шатли протягом 20 років і її кар'єра добігає кінця. З сумом вона виконує останню місію евакуювати робітників, які демонтують останню споруду на Землі і покидають її назавжди.
Історія хоча і сумна, але обнадійлива, оскільки люди колонізували Сонячну систему і віддали Землю назад дикій природі:
|  | Земля була повернута природі людством, вдячним своєї материнській планеті, і отримала спочинок який заслуговує. Вона назавжди залишиться пам'ятником походження людства .... Земля була вільна! Нарешті вільна! |